# Michaeliodes friesei
Michaeliodes friesei är en fjärilsart som beskrevs av Ulrich Roesler 1969. Michaeliodes friesei ingår i släktet Michaeliodes och familjen mott. Inga underarter finns listade i Catalogue of Life.